# بخش د ترس آریوس
بخش د ترس آریوس (به اسپانیایی: Partido de Tres Arroyos) یک منطقهٔ مسکونی در آرژانتین است که در استان بوئنوس آیرس واقع شده‌است. بخش د ترس آریوس ۵٬۶۸۱ کیلومتر مربع مساحت و ۵۷٬۲۴۴ نفر جمعیت دارد.